# طلال (اسم)
طلال هو اسم علم مذكر من أصل عربي، ومعناه هو الأرض، الطلة أي الندية النعمة، ذو الإطل آلة الحسنة المبتهج.

## شخصيات تحمل الاسم
- طلال أبو غزالة (رائد أعمال أردني، 22 أبريل 1938 – )
- طلال أسد (عالم بعلوم الإنسان من الولايات المتحدة الأمريكية، 1933[3] – )
- طلال البلوشي (لاعب كرة قدم قطري، 22 مايو 1986[4] – )
- طلال الجبرين (لاعب كرة قدم سعودي، 25 سبتمبر 1973 – )
- طلال العامر (لاعب كرة قدم كويتي، 22 فبراير 1987[5] – )
- طلال القرقوري (لاعب كرة قدم مغربي، 8 يوليو 1976[6] – )
- طلال بن عبد العزيز آل سعود (أمير سعودي وهو الابن الثامن عشر من أبناء الملك عبد العزيز بن عبد الرحمن آل سعود الذكور، 15 أغسطس 1931 – 22 ديسمبر 2018)
- طلال بن عبد الله بن حسين (ملك المملكة الأردنية الهاشمية الثاني، 26 فبراير 1909[7] – 7 يوليو 1972)
- طلال مداح (موسيقي سعودي، 5 أغسطس 1940 – 11 أغسطس 2000)
- طلال منصور (منافِس أوليمبي قطري، 8 مايو 1964 – )

## وصلات خارجية
- موسوعة السلطان قابوس لأسماء العرب نسخة محفوظة 5 أبريل 2019 على موقع واي باك مشين.